# Thẩm Pháp Hưng
Thẩm Pháp Hưng (giản thể: 沈法兴; phồn thể: 沈法興; bính âm: Shěn Fǎxīng, ? - 620) là một quan lại của triều Tùy. Sau khi Vũ Văn Hóa Cập tiến hành binh biến sát hại Tùy Dạng Đế vào năm 618, ông chiếm cứ khu vực nay là tỉnh Chiết Giang và nam bộ tỉnh Giang Tô, xưng là Lương Vương. Ông đã bại trận trước Vũ Đế Lý Tử Thông và năm 620, và cuối cùng đã nhảy xuống sông tự sát.

## Nổi dậy ban đầu
Thẩm Pháp Hưng là người Hồ châu (湖州, nay gần tương ứng với Hồ Châu, Chiết Giang). Phụ thân ông là Thẩm Khác (沈恪) làm quan cho Nam triều Trần, từng giữ các chức vụ như 'đặc tiến', Quảng châu thứ sử, Giao châu thứ sử. Sau khi phụ thân qua đời, Thẩm Pháp Hưng kế tập tước Đông Hưng công, song Nam triều Trần đã bị triều Tùy tiêu diệt vào năm 589.
Năm 618, Thẩm Pháp Hưng nhậm chức thái thú quận Ngô Hưng (吳興, Hồ châu trước kia) dưới quyền Tùy Dạng Đế. Do quân nổi dậy của Lâu Thế Can (樓世干) tiến vào quận thành Đông Dương, Tùy Dạng Đế đã lệnh cho Thẩm Pháp Hưng cùng thái bộc Thừa Nguyên Hựu (丞元祐) dẫn quân đi trấn áp. Sau khi Tùy Dạng Đế bị sát hại tại Giang Đô (江都, nay thuộc Dương Châu, Giang Tô), Thẩm Pháp Hưng tuyên bố chống lại Vũ Văn Hóa Cập, tập hợp binh lính trong vùng, quân số trên 6 vạn người, chiếm được hơn 10 quận, bao gồm cả các thành như Dư Hàng (餘杭, nay thuộc Hàng Châu, Chiết Giang), Bì Lăng (毗陵, nay thuộc Thường Châu, Giang Tô), và Đan Dương (丹楊, nay thuộc Nam Kinh, Giang Tô). Trong đó, do Bì Lăng quận thông thủ Lộ Đạo Đức (路道德) suất binh kháng cự, Thẩm Pháp Hưng đã cùng đồng minh giết chết Lô Đạo Đức, chiếm thành. Thẩm Pháp Hưng tự xưng là Giang Nam đạo tổng quản, và thực thi quyền lực như một đế vương.
Vào mùa thu năm 618, Thẩm Pháp Hưng sai sứ giả đến dâng biểu quy phục Dương Đồng tại đông đô Lạc Dương, song tự xưng là đại tư mã, lục thượng thư sự, Thiên Môn công. Thẩm Pháp Hưng cũng tự xây dựng chính quyền, phong Trần Quả Nhân làm tư đồ, Tôn Sĩ Hán làm tư không, Tưởng Nguyên Siêu làm thượng thư tả bộc dạ, Ân Thiên làm thượng thư tả thừa, Từ Lệnh Ngôn làm thượng thư hữu thừa, Lưu Tử Dực làm tuyển bộ thị lang, Lý Bá Dược làm phủ duyện.

## Xưng vương
Vương Thế Sung sau đó đã buộc Dương Đồng phải thiện nhượng cho mình, lập ra nước Trịnh. Thẩm Pháp Hưng cho rằng mình có thể dễ dàng bình định vùng bờ nam Hoài Hà nên vào mùa thu năm 619 đã xưng vương, đặt quốc hiệu là Lương, đặt niên hiệu là Diên Khang, định đô tại Bì Lăng, tổ chức chính quyền theo mô hình triều Trần. Tuy nhiên, Thẩm Pháp Hưng được mô tả là tàn nhẫn và chỉ biết giết chóc để giải quyết bất đồng, các binh lính bị xử chém đầu khi họ chỉ phạm phải lỗi nhỏ, vì thế các thuộc hạ trở nên khinh miệt ông.
Thẩm Pháp Hưng cũng phải tranh giành quyền kiểm soát khu vực với Đỗ Phục Uy đang ở tại Lịch Dương (歷陽, nay thuộc Sào Hồ, An Huy); tướng Tùy Trần Lăng (陳稜) ở Giang Đô; thủ Lý Tử Thông ở Hải Lăng (海陵, nay thuộc Thái Châu, Giang Tô). Vào mùa thu năm 619, Lý Tử Thông bao vây Giang Đô do Trần Lăng chiếm giữ. Trần Lăng cầu viện cả Thẩm Pháp Hưng và Đỗ Phục Uy, Đỗ Phục Uy đã đích thân dẫn quân đến giải vây cho Giang Đô, trong khi Thẩm Pháp Hưng phái con là Thẩm Quan (沈綸) dẫn quân đến. Lý Tử Thông đã mộ người Giang Nam giả làm binh lính của Thẩm để tiến công quân Đỗ vào ban đêm, Đỗ Phục Uy không nhận ra nên đã phái binh tiến đánh quân Thẩm. Hai đội quân này tiến đánh lẫn nhau, không thể hỗ trợ được cho Trần Lăng nữa, Lý Tử Thông sau đó đã chiếm được Giang Đô.

## Bị đánh bại và qua đời
Năm 620, Lý Tử Thông vượt Trường Giang tiến công Thẩm Pháp Hưng. Lý Tử Thông nhanh chóng chiếm được Kinh Khẩu (京口, nay thuộc Trấn Giang, Giang Tô), và đến khi Thẩm Pháp Hưng phái bộc dạ Tưởng Nguyên Siêu (蔣元超) đi kháng cự, Lý Tử Thông đã đánh bại và giết chết Tưởng Nguyên Siêu. Thẩm Pháp Hưng từ bỏ Bì Lăng và chạy đến Ngô quận (吳郡, nay gần tương ứng với Tô Châu, Giang Tô), Lý Tử Thông do vậy đã đoạt được Bì Lăng, người trấn thủ Đan Dương (丹楊, nay gần tướng ứng với Nam Kinh, Giang Tô) là Lạc Bá Thông (樂伯通) đem dân chúng ra hàng.
Đỗ Phục Uy sau đó phái quân đi đánh Lý Tử Thông, kết quả giành được chiến thắng. Nguồn lương thực của Lý Tử Thông cạn kiệt, và ông ta đã quyết định lại tấn công Thẩm Pháp Hưng. Thẩm Pháp Hưng cùng vài trăm lính bỏ Ngô quận và chạy trốn. Một thủ lĩnh nổi dậy nhỏ là Văn Nhân Toại An (聞人遂安) đã phái bộ tướng Diệp Hiếu Biện (葉孝辯) đi nghênh tiếp và hộ tống Thẩm Pháp Hưng. Thoạt đầu Thẩm Pháp Hưng chấp thuận, song trên đường đã hối tiếc về quyết định này và mưu tính giết chết Diệp Hiếu Biện và chạy trốn về Cối Kê (會稽, nay thuộc Thiệu Hưng, Chiết Giang). Khi Diệp Hiếu Biện nhận ra âm mưu này, Thẩm Pháp Hưng sợ hãi bèn nhảy xuống sông tự tử. Lý Tử Thông chiếm lĩnh lãnh thổ còn lại của Thẩm Pháp Hưng, tương ứng với Chiết Giang ngày nay.